# Pinnacles

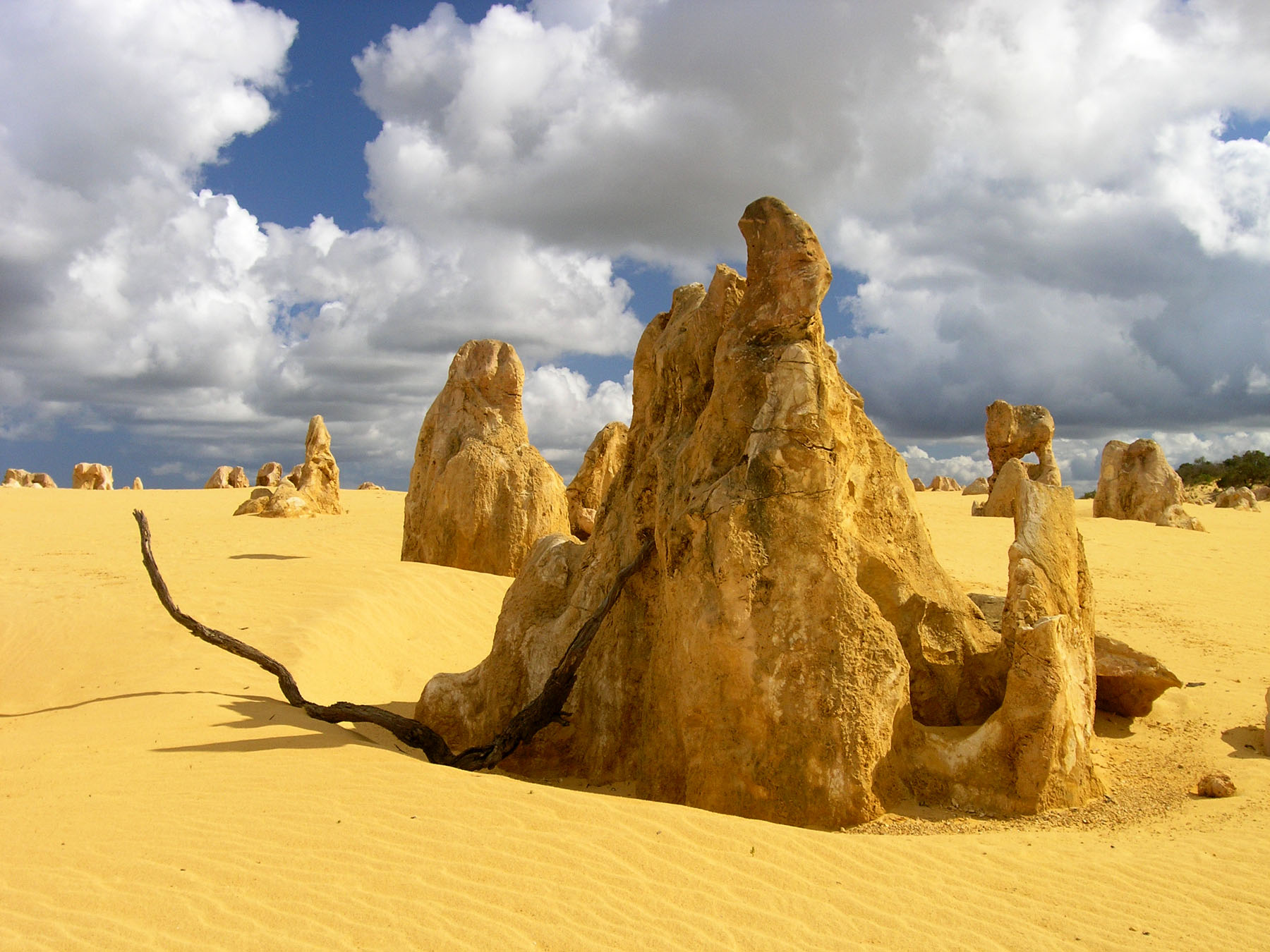
“pinnacles”

Pinnacles is het zesde studioalbum van Edgar Froese. Het album werd opgenomen in de Amber Studio in Berlijn. Het zou voorlopig zijn laatste zijn; pas twaalf jaar later kwam zijn volgende soloalbum uit.
Froese haalde zijn inspiratie voor dit album uit het Australische gebied The Pinnacles in het nationaal park Nambung, alwaar spitse kalkstenen pilaren (pinnacles) staan.
Het album kreeg volgens Froese te weinig aandacht van zowel de Britse radio als van Virgin Records. Spoedig zouden hij en Tangerine dream Virgin verlaten.  

## Musici
- Edgar Froese – synthesizers, elektronica

## Muziek
| Nr. | Titel                     | Duur  |
| --- | ------------------------- | ----- |
| 1.  | Specific gravity of smile | 9:35  |
| 2.  | The light cone            | 4:22  |
| 3.  | Walkabout                 | 7:10  |
| 4.  | Pinnacles                 | 22:00 |